# Dioon caputoi
A Dioon caputoi a cikászok (Cycadopsida) osztályának cikászok (Cycadales) rendjébe, ezen belül a bunkóspálmafélék (Zamiaceae) családjába tartozó faj.

## Előfordulása
A Dioon caputoi Mexikó egyik endemikus növénye. Az Oaxaca nevű államban őshonos.

## Képek

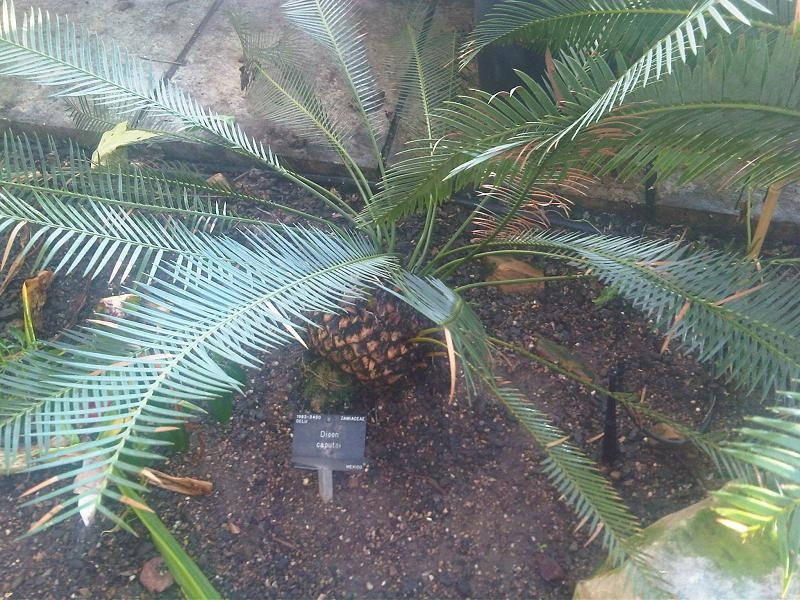
A levelei
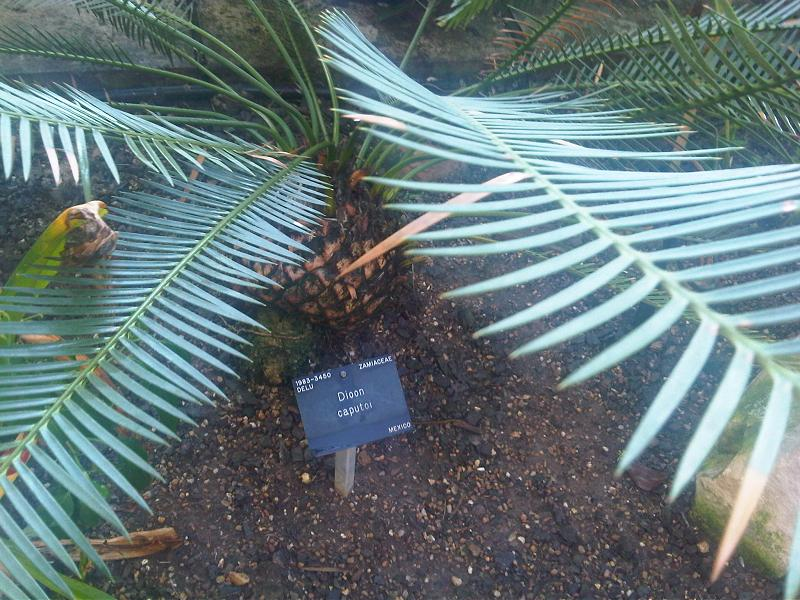
közelebbről